# Grantia monstruosa
Grantia monstruosa är en svampdjursart som beskrevs av Breitfuss 1898. Grantia monstruosa ingår i släktet Grantia och familjen Grantiidae. Inga underarter finns listade i Catalogue of Life.